# Грузия и вторжение России на Украину

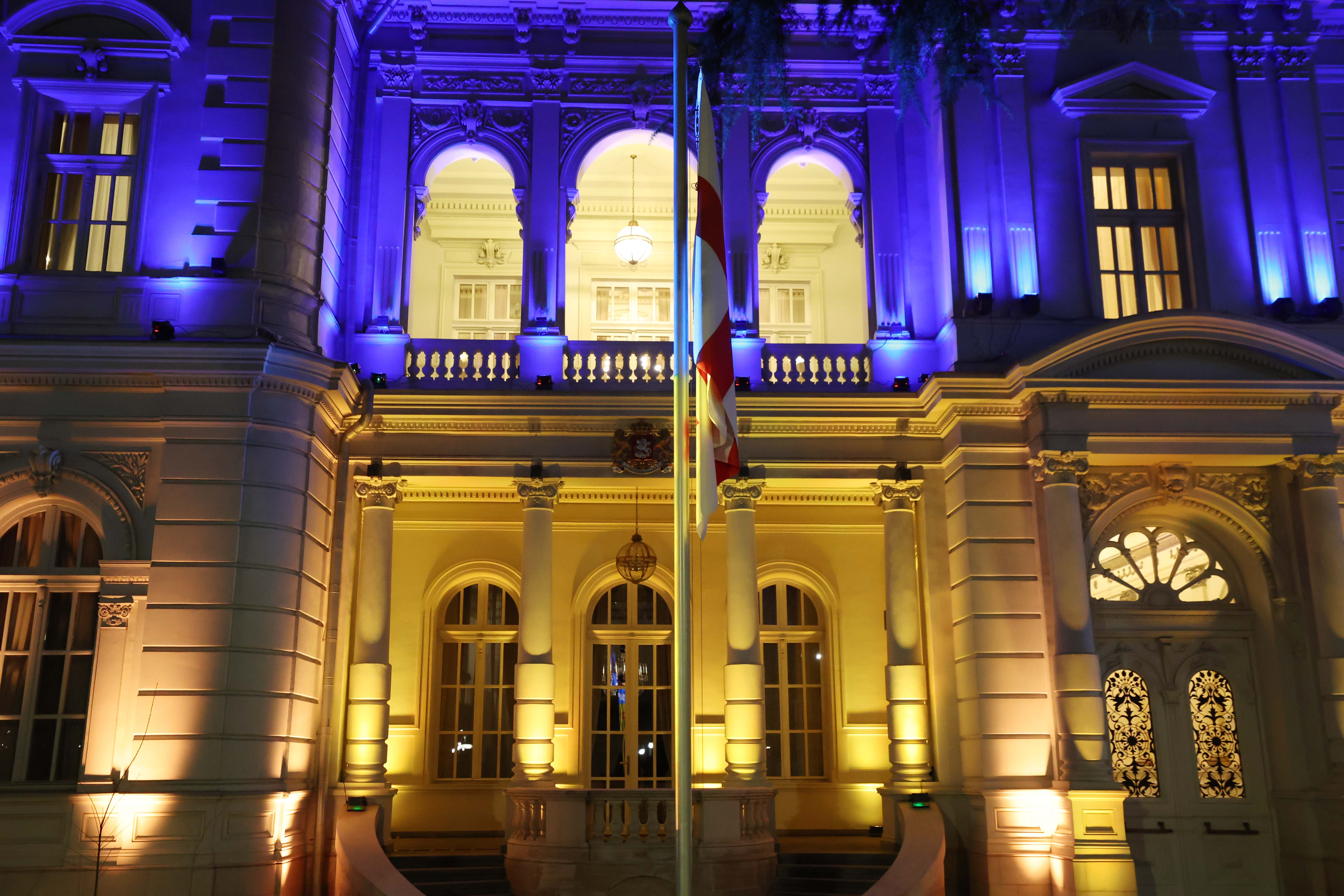
Дворец Орбелиани, подсвеченный цветами государственного флага Украины (февраль, 2022)

Грузия и вторжение России на Украину — реакция и действия властей и гражданского общества Грузии на вторжение России на Украину, начавшееся 24 февраля 2022 года.

## Власти
Власти Грузии изначально заняли проукраинскую позицию по отношению к вторжению России на Украину. Так, 24 февраля 2022 года премьер-министр Грузии Ираклий Гарибашвили заявил, что политика России по отношению к Украине является «вопиющим нарушением международного порядка». Также он призвал международное сообщество принять все меры во избежание дальнейшей эскалации военного конфликта.
Президент Грузии Саломе Зурабишвили также поддержала украинскую сторону и призвала Россию прекратить войну.
В мае 2023 года премьер-министр Грузии Ираклий Гарибашвили заявил, что одной из причин российско-украинского конфликта стало расширение НАТО и желание Украины стать членом Североатлантического альянса. «Следовательно, мы видим последствия», — сообщил он. 
24 августа 2023 года в честь Дня независимости Украины мэрия столицы решила осветить тбилисскую телебашню на горе Мтацминда в цвета флага Украины. Мэр Тбилиси Каха Каладзе поздравил Украину, пожелав победы в войне. «Поздравляю нашего друга — Украину и героический народ с Днём независимости Украины. Пусть ваша борьба принесёт победу, независимость и мир! Желаю Украине территориальной целостности и процветания!» — заявил Каха Каладзе.
5 декабря 2023 года президент Грузии Саломе Зурабишвили заявила в поддержку грузинских добровольцев:

Добровольцы — это грузинские воины, которые сегодня воюют на Украине. Они, свободно, по своей воле, представляют там грузинскую честь и достоинство.

Я хотела бы отдать дань уважения минутой молчания тем парням, которые пожертвовали там своими жизнями, они очень ценны для нас.

### Мирная конференция по Украине
В июне 2024 года Грузия приняла участие в международной мирной конференций в связи с вторжением России в Украину в феврале 2022 года. Конференция прошла в Швейцарии и являлась продолжением серии из четырёх предыдущих международных встреч. Грузинскую делегацию возглавила президент Саломе Зурабишвили и по итогам конференции она подписала итоговое коммюнике вместе с 80 другими странами (среди которых, Украина, США, Великобритания, все страны Евросоюза и другие). В пресс-службе грузинского лидера заявили, что решение о подписании документа было согласовано с МИДом Грузии.
В ходе конференции президенты Грузии и Украины провели совместную встречу в ходе которой обсудили двустороннее сотрудничество и проблемы безопасности обеих стран из-за действий России. Владимир Зеленский поблагодарил госпожу Зурабишвили за участие в саммите заявив о своей уверенности, что обе страны вместе и навсегда вступят в Евросоюз и альтернатив этому нет.

### Конференция по восстановлению Украины в Берлине (июнь, 2024)
Премьер-министр Грузии Ираклий Кобахидзе принял участие в конференции, посвященной восстановлению Украины, которая состоялась в Берлине 11—12 июня 2024 года и была направлена на мобилизацию международной поддержки для восстановления, реконструкции, реформирования и модернизации Украины. Премьер-министр отметил, что грузинский народ отличается «особой солидарностью» по отношению к украинскому народу, и подтвердил, что Грузия поддержала более 600 решений, различного рода актов, резолюций, которые предусматривали поддержку суверенитета и территориальной целостности Украины с осуждением российской агрессии.

### Крымская платформа (сентябрь, 2024)
11 сентября 2024 года прошёл четвёртый саммит куда была приглашена президент Грузии Саломе Зурабишвили, но смогла поучаствовать только в дистанционном формате, где в очередной раз выразила поддержку Украины народом Грузии. В процессе своего обращения заявила, что «прошло 10 лет с тех пор, как Россия вторглась и незаконно аннексировала Крым, и вот уже более 900 дней Россия ведет свою жестокую агрессивную войну против Украины».
Зурабишвили считает, что восстановление полной территориальной целостности Украины является критически важным шагом в обеспечении мира и стабильности, поскольку Россия должна научиться уважать границы — не только Украины, но и Грузии, Молдовы и остальной Европы». Заключила она своё обращение словами, что «...пока Украина продолжает бороться за свою свободу и свободу Европы, я хотела бы еще раз повторить, что грузинский народ с вами, мир с вами, и вместе мы покажем, что свободный мир не запугать теми, кто стремится разделять, разрушать и завоевывать. Слава Украине!».

## Гражданское общество

Акция солидарности с Украиной около парламента в Тбилиси (24 февраля, 2022)

Большая часть населения Грузии также заняла проукраинскую позицию. 24 февраля 2022 года в крупнейших городах страны (Батуми, Кутаиси, Зугдиди, Поти и Тбилиси) прошли акции и выступления в поддержку Украины. Сотни людей вышли на улицы с украинскими флагами, украинским гимном, плакатами и призывами к прекращению боевых действий. Участники митинга в столице провели шествие до парламента Грузии, а затем выстроились в живую цепь до площади Свободы, перекрыв автомобильное движение. Многотысячные акции в поддержку Украины проходили более 20 дней с момента вторжения.

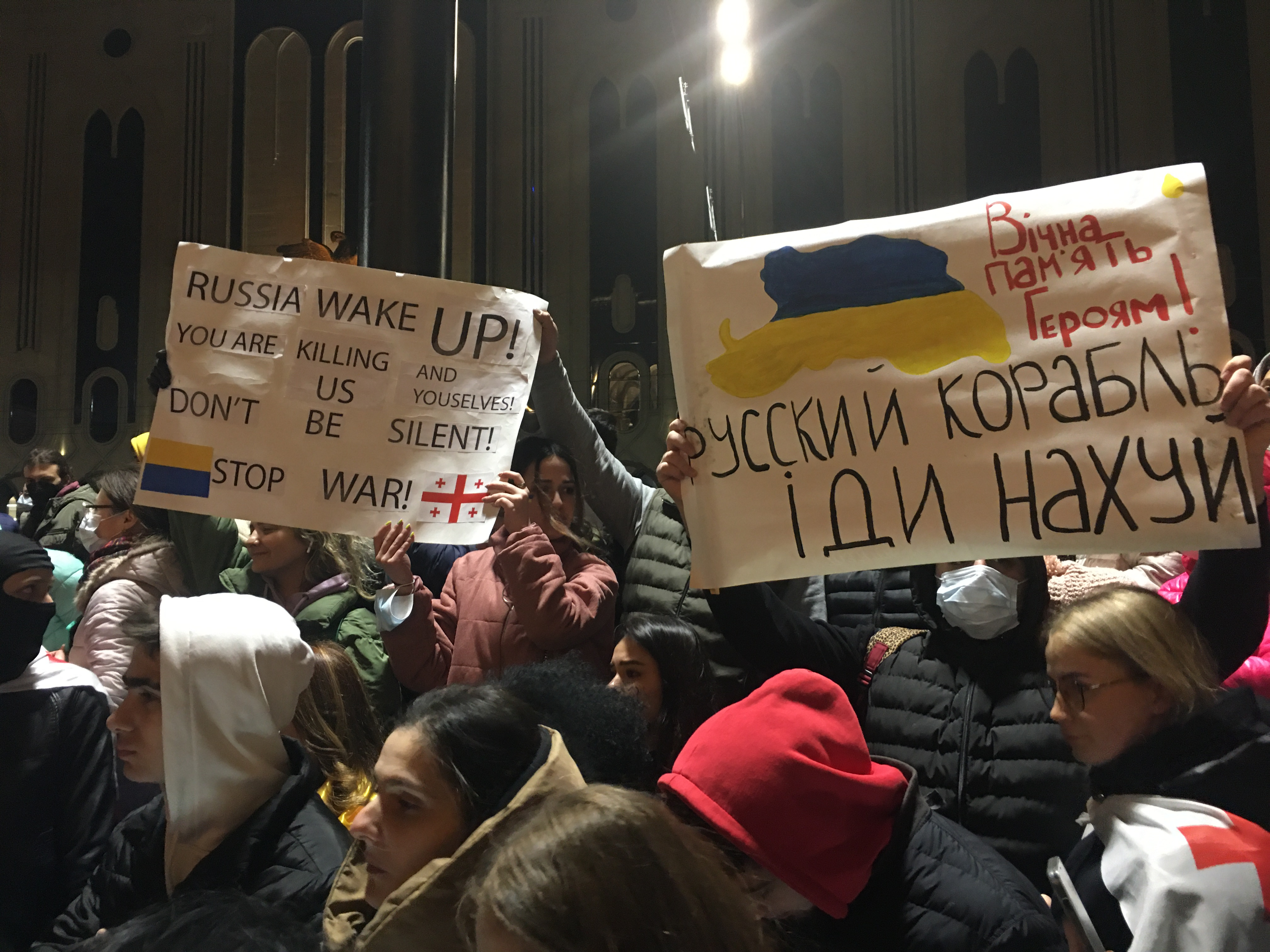
Акция солидарности с Украиной на проспекте Руставели в Тбилиси (26 февраля, 2022)

1 марта в Тбилиси прошел большой митинг с требованием отставки правительства Грузии и проведения досрочных выборов. После того, как Владимир Зеленский объявил, что Украина отзывает своего посла в Грузии из-за «аморальной позиции» правительства в отношении санкций и запрета грузинским добровольцам летать на Украину, произошла акция протеста в знак солидарности с украинским президентом.
8 мая 2022 года в Тбилиси прошла акция «Нет русскому нацизму» с участием граждан Украины и Грузии и был частью кампании Всемирного конгресса украинцев под названием «9 мая, День позора России». Целью кампании было — помешать попытке России отметить 9 мая как День Победы.
24 февраля 2023 года в грузинской столице перед парламентом прошла многотысячная акция солидарности с Украиной под лозунгом «Это Грузия – Героям слава!» Целью акции была поддержка Украины и евроинтеграции, а также напоминание об оккупации и агрессии России к Грузии и Украине. Мэр Киева Виталий Кличко обратился к участникам митинга и поблагодарил грузинский народ за поддержку борьбы украинцев, солидарность и позицию, отметив, что грузины не только морально их поддерживают, а что ещё грузинские солдаты сражаются бок о бок с украинцами за свободу и независимость.

## Добровольцы из Грузии
Добровольцы из Грузии отправились помогать Украине в войне против России ещё в «2014 году. Тогда же был создан Грузинский национальный легион» в составе вооруженных сил Украины, в котором в марте 2023 года по словам основателя и командира Мамуки Мамулашвили числилось до 1800 бойцов, однако точное их число не раскрывается.
Во время начала вторжения в феврале 2022 года в Тбилиси у здания посольства Украины собирались длинные очереди желающих отправиться добровольцем на Украину.

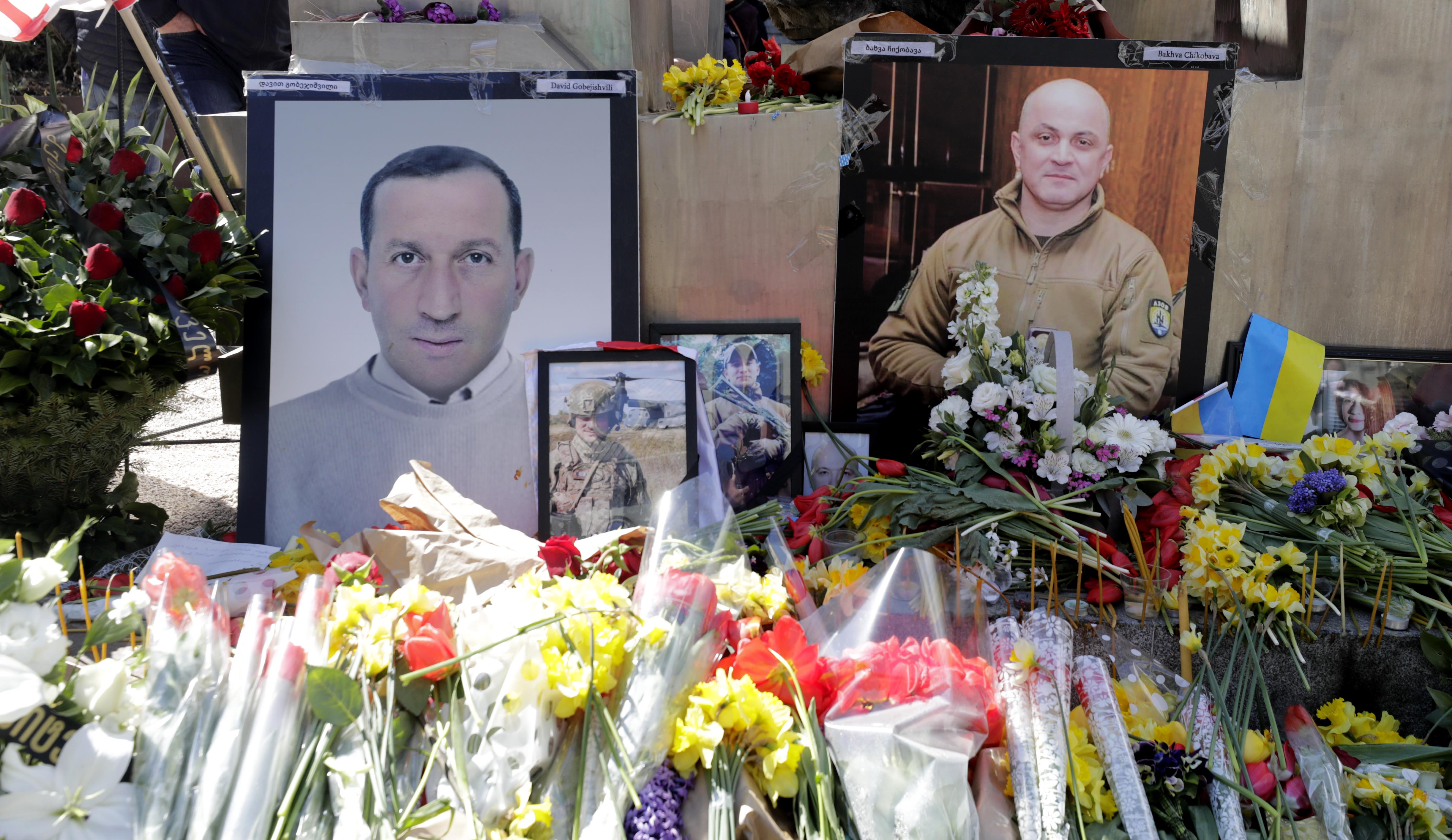
Мемориал, посвященный солдатам Грузинского легиона, убитым во время российского вторжения на Украину в 2022 году

В марте 2022 в Тбилиси был создан мемориал памяти погибших на Украине грузинских бойцов, который впоследствии был перенесён на площадь Героев и расположился рядом с мемориалом павших в борьбе за территориальную целостность Грузии. Тела погибших грузинских добровольцев доставляют на родину за счёт государства, а их похороны проходят с официальными воинскими почестями.
В октябре 2023 в Грузии появился фонд для поддержки функционирование добровольческого «Грузинского легиона», бойцы которого воюют в рядах Сил обороны Украины, задуманная как основной источник информации о деятельности легиона и сбора средств на нужды его бойцов.
Среди погибших иностранных добровольцев — больше всего граждан Грузии, на 28 июня 2024 года официально погибшими были признаны 65 граждан или уроженцев Грузии.

## Гуманитарная помощь Украине
26 февраля 2022 года власти Грузии заявили о том, что их страна окажет Украине гуманитарную помощь в виде 1 миллиона лари ($320 тыс или ₽26 млн), на которые, по их словам, будет закуплена фармацевтическая продукция и предметы медицинского назначения. 5 мая 2022 года премьер-министр Ираклий Гарибашвилина на Международной конференции доноров для Украины в Варшаве, заявил, что его страна направила более 5000 тонн гуманитарных грузов на Украину, оценив вклад её страны 7 миллионами долларов. Премьер-министр Грузии также подчеркнул, что его правительство будет продолжать поддерживать украинский народ, и удвоит свой вклад до конца года до 14 миллионов долларов, упомянув, что грузинские неправительственные организации и отдельные граждане также предлагают жильё, еду, одежду и другую помощь украинским беженцам в Грузии.
Глава правительства также сослался на Национальную почту Украины по статистике, которая показала, что Грузия является первой страной, поставляющей гуманитарную помощь Украине по почте.
Президент Грузии Саломе Зурабишвили написала на своей странице в Facebook:

Поддержка президента Грузии выражается не в флагах, а в его чётких заявлениях! Сегодня его присутствие в Париже и Брюсселе служит именно этой цели.

19 марта временный поверенный в делах Украины в Грузии Андрей Касьянов заявил на брифинге, что до 580 тонн грузинской гуманитарии отправлено на Украину 2 самолётами и 22 фурами. Также он добавил, что средства, поступающие на специальные счета посольства в Тбилиси, полностью расходуются на нужды вооружённых сил Украины. По его словам, на эти деньги в Грузии, Турции и Польше они закупают предметы быта, лекарства и специальные аптечные наборы.
11 апреля премьер-министр Грузии Ираклий Гарибашвили заявил, что его страна не будет оказывать военную помощь Украине. «6 декабря 2022 года председатель правящей фракции парламента Грузии Грузинская мечта» Мамука Мдинарадзе заявил: «Грузия оказывает полную и абсолютную политическую поддержку Украине. Она также оказывает гуманитарную помощь за гранью своих возможностей, а военную помощь мы не сможем и не будем оказывать».

## Беженцы из Украины в Грузии

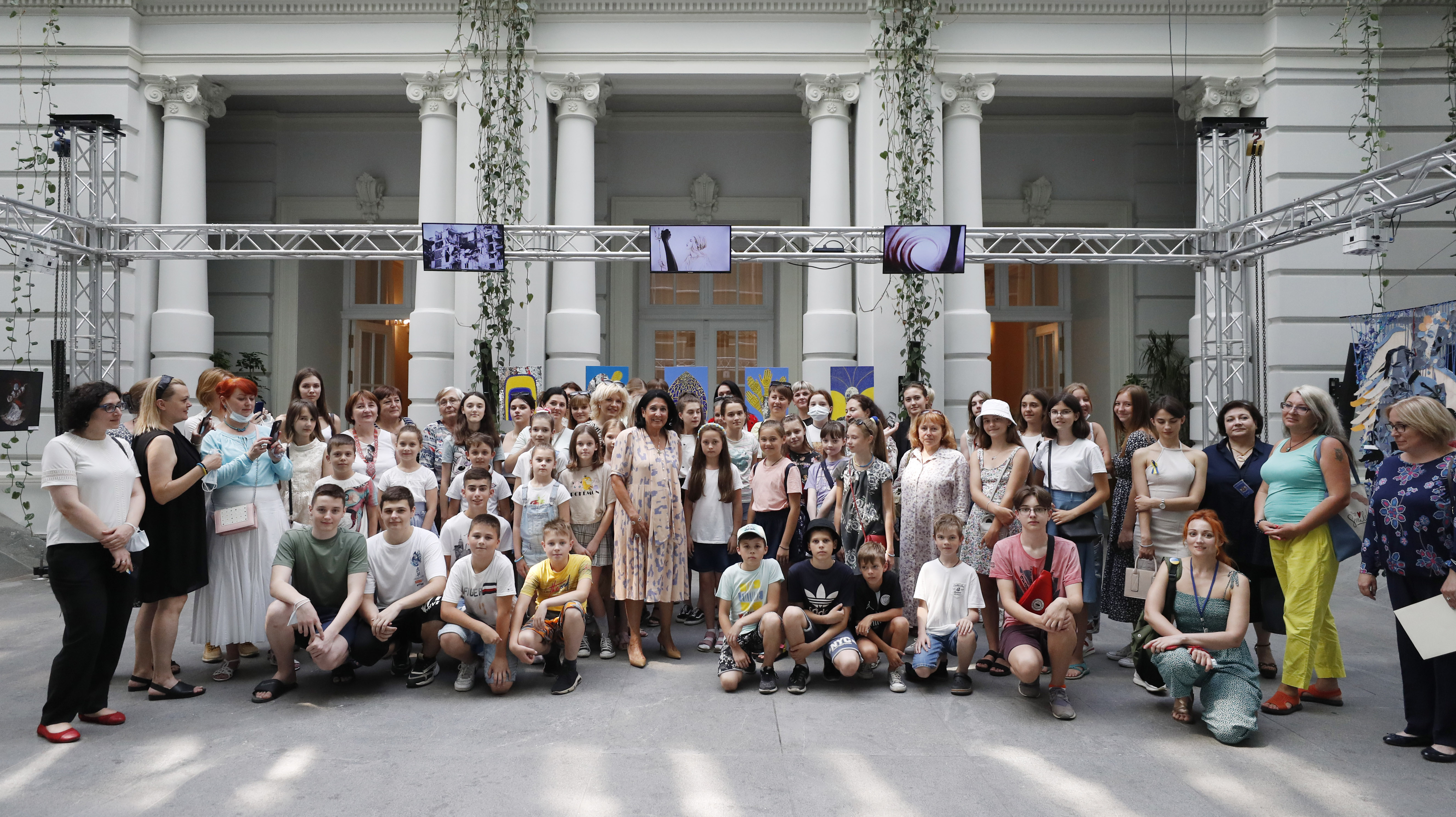
Президент Грузии Саломе Зурабишвили с детьми из Украины на выставке украинских художниц во дворце Орбелиани (июль, 2022)

С момента начала российского вторжения на Украину в Грузию въехали более 180 тысяч украинских беженцев. Правительство страны совместно с ЮНИСЕФ предоставляет украинским беженцам, прибывшим в страну после 1 февраля 2022 года, единовременную денежную помощь. В Тбилиси и Кутаиси украинские беженцы имеют право на бесплатный проезд по муниципальному транспорту при предъявлении паспорта гражданина Украины. В Тбилиси по такому же принципу украинским беженцам бесплатно доступны детские развлекательные центры, музеи, театры, плавательные бассейны, находящиеся в подчинении муниципалитета.
В марте 2022 года при мэрии Тбилиси была открыта горячая линия, на которую может позвонить любой гражданин Украины и получить интересующую его информацию.
В ноябре 2023 года в общеобразовательных учреждениях Грузии учились 2 232 ребёнка из Украины, из них 1435 – в школах с украинским сектором в Тбилиси и Батуми. В общей сложности более 3 тысяч украинских детей получили финансовую помощь в 2023 году, чтобы помочь им справиться с проблемами, связанными с зимой.
Минздрав Грузии к ноябрю 2023 года выделил около 1,360 млн лари на финансирование медицинской помощи украинских беженцев – большая часть финансирования пошла на операции, лечение в стационарах и реанимацию, а также помощь онкобольным.

## Обвинения в помощи России
В апреле 2022 года Грузия, несмотря на проукраинскую позицию, отказалась присоединяться к экономическим санкциям против России. Премьер-министр Грузии Ираклий Гарибашвили заявил, что решение было принято исходя из интересов страны и народа, при этом выступив за необходимость скорейшего прекращения российского вторжения в Украину.
После отказа грузинской стороны вводить санкции, страну начали обвинять в помощи России. Так, президент Украины Владимир Зеленский 31 марта 2022 года отозвал посла Украины из Грузии. Он заявил, что «посол работал только, чтобы оставаться на должности», и вообще — «он потерял время на дипломатическом фронте».
1 апреля президент Грузии Саломе Зурабишвили заявила, что её страна поддерживает экономические санкции против России и все международные резолюции по поддержке Украине в войне.
5 апреля руководитель пресс-службы госдепартамента США Нед Прайс заявил, что он не может подтвердить или прокомментировать данные о том, что Грузия помогает России обходить санкции Запада, введённые в результате российского вторжения на Украину в феврале 2022 года.

## Участие во вторжении военнослужащих из Абхазии и Южной Осетии на стороне Российской Федерации
В 2017 году, по соглашению между частично признанной Южной Осетией и Россией, часть подразделений Вооружённых сил Южной Осетии вошла непосредственно в состав российской армии.  Первые группы южноосетинских военнослужащих из состава 4-й военной базы ВС РФ были отправлены в Украину в марте 2022 года. Данное решение было официально поддержано руководством Южной Осетии и лично её президентом Анатолием Бибиловым. По данным Генерального штаба Вооружённых сил Украины от 4-й военной базы в Украину было отправлено 3 батальонно-тактических группы общей численностью в 1200 российских и осетинских военнослужащих. Также осетины привлекались к формированию резервных батальонов, включая батальон «Алания», которые были задействованы на донецком и запорожском направлениях.
Уже в конце марта 2022 года в Южную Осетию вернулось около 300 солдат, дезертировавших в Украине. Они жаловались на катастрофические условия, в которых им пришлось воевать, включая ошибочные тактические решения, плохо налаженную систему логистики и неисправное оружие. Предпринятая на фоне этого попытка властей Южной Осетии объявить референдум о вхождении в состав России обернулась провалом. Отправка солдат в Украину вызвала критику со стороны населения, что стало одной из причин поражения Бибилова на президентских выборах в  2022 году.
В частично признанной Республике Абхазия, где, формально, абхазская армия не входит в российские вооруженные силы, ситуация была иной. Вооружённые силы Республики Абхазия официально не были отправлены в Украину, однако в боевых действиях принимали абхазские «добровольцы» в составе подразделения «Пятнашка» под командованием Ахры Авидзбы. Данное формирование действовало на территории Донецкой области с самого начала российско-украинской войны, его состав постоянно ротировался. В то же время имеются свидетельства о том, что в Украине действовали и официальные абхазские силы — в пропагандистском видео, опубликованном осенью 2022 года, были показаны двое бойцов в балаклавах, которые утверждали, что входят в состав «спецназа Службы государственной безопасности Абхазии под Авдеевкой». В сентябре 2024 года МЧС Абхазии назвали количество погибших на войне с Украиной абхазцев в 47 человек.
В сентябре 2022 года издание «Meduza», со ссылкой на свои источники, сообщило о том, что российские власти рассматривают возможность мобилизовать на войну с Украиной не только россиян, но и граждан частично признанных республик Абхазии и Южной Осетии. Позже заместитель министра обороны России Николай Панков заявил, что «мобилизация коснется Абхазии, так как ее население почти на 100% состоит из российских граждан». Руководители частично признанных республик Абхазии и Южной Осетии выразили свою поддержку российской мобилизации.